# TSV Unterhaching
El TSV Unterhaching, también conocido como Generali Unterhaching por motivos de patrocinios, fue un equipo de voleibol alemán de la ciudad de Unterhaching.

## Historia
El club fundado en 1978 formaba parte del club polideportivo Turn und Sportverein Unterhaching 1910. Ascendió a la  1. Bundesliga en la temporada 2000-01 y a partir de la temporada 2006-07 su patrocinador fue la compañía de seguros Generali. El nombre del equipo mudó en Generali Unterhaching y también mudaron los colores de la equipación: del verde y blanco del club polideportivo al burdeos y blanco de la compañía.
En la Liga Alemana llegó por tres veces hasta la final de los playoff: en 2008-09 y 2009-10 perdió ante el VfB Friederichshafen y en 2011-12 ante el SSC Berlín cuando fue derrotada por 2-3 en la serie tras cinco partidos muy igualados.
En la Copa de Alemania disputó cinco finales consecutivas entre 2008-09 y 2012-13; ganó las primeras tres respectivamente ante el Moerser SC (3-1), el Dürener Turnverein (3-2) y el VfB Friederichshafen (3-2). En la temporada 2011-12 el Friederichshafen tomó su revancha (0-3) y en la 2012-13 el Unterhaching consiguió su cuarto título derrotando nuevamente el Moerser SC.
Al final de la temporada 2013-14 el patrocinador Generali dejó el equipo que desapareció. El club polideportivo TSV Unterhaching sigue con equipos de voleibol en las divisiones regionales.

## Palmarés
- Campeonato de Alemania

2° lugar (3): 2008-09, 2009-10, 2011-12
- Copa de Alemania (4)

2008-09, 2009-10, 2010-11, 2012-13
2° lugar (1): 2011-12